# إيفافيرينز
إيفافيرينز هو مثبط منتسخة عكسية لا نيوكليوسيدي اكتشف من قبل مختبرات ميرك، وهو أحد مضادات الفيروسات القهقرية التي تستخدم في علاج عدوى فيروس العوز المناعي البشري نوع 1. تنصح وزارة الصحة والخدمات الإنسانية في الولايات المتحدة في إرشاداتها باستخدام إيفافيرينز مع إمتريسيتابين وتينوفوفير (واللذان يتوفران في علاج مركب اسمه تروفادا) للمرضى غير المعالجين سابقا، ويعد هذا النظام العلاجي مفضلا للبالغين والمراهقين.
في 21 أيلول 1998 منحت إدارة الغذاء والدواء ترخيص استخدام إيفافيرينز، ليكون الرابع عشر بين مضادات الفيروسات القهقرية. وفي 12 تموز 2006 منحت إدارة الغذاء والدواء ترخيصا لأتريبلا الذي يتكون من إيفافيرينز وإمتريسيتابين وتينوفوفير.
إيفافيرينز هو أحد الأدوية المدرجة في قائمة منظمة الصحة العالمية للأدوية الأساسية.

## سوء الاستخدام
ظهرت تقارير من جنوب أفريقيا حول سوء استخدام إيفافيرينز، إذ أن الأقراص تطحن وتستخدم ضمن خليط ذي تأثير مهلوس وتفارقي يسمى وونغا يستخدم عن طريق التدخين.

## روابط خارجية باللغة الإنكليزية
- Manufacturer's site
- Prescribing information